# La tierra olvidada por el tiempo
The land that time forgot es una película del año 2009 basada en el libro de Edgar Rice Burroughs, y lanzada por la productora The Asylum. Es asimismo una remake de The land that time forgot de 1975. 
Fue dirigida por Thomas Howell y su productor fue David Latt.

## Sinopsis
El Zodíaco es un barco que se dirigía a San Juan (Puerto Rico), pero una tormenta los desvió a un lugar totalmente desconocido, ya que dicho lugar no estaba en los mapas. El capitán, Cole, Ross, Karen y Lindsay se ven atrapados en la isla del Triángulo de las Bermudas en donde habitan dinosaurios. Los náufragos deben buscar la forma de salir de la isla lo más rápido posible.
Junto con algunos supervivientes, fuera de curso y sin combustible en el Atlántico Sur, llegan a un subcontinente inexplorado llamado Caprona, una tierra fantástica de exuberante vegetación donde los dinosaurios todavía deambulan, coexistiendo con el hombre primitivo. También hay depósitos de crudo en la superficie, si ellos trabajan juntos, el petróleo se puede refinar y permitirles escapar de la isla, donde los individuos evolucionan no por selección natural sino migrando hacia el norte a través de la isla. 
Se produce un brote repentino de erupciones volcánicas en toda la isla, están varados y al ser los únicos supervivientes de su grupo, se ven obligados a trasladarse hacia el norte.

## Actores
- Thomas Howell.
- Timothy Bottoms.
- Lindsey McKeon.
- Stephen Blackehart.
- Christopher Showerman.
- Patrick Gorman.
- Darren Dalton.
- Anya Benton.
- David Stevens.
- Lew Knopp.
- Jonathan Sanders.